# Mpande
Mpande (ur. ok. 1800, zm. 1872) – władca państwa Zulusów.
Był trzecim synem zuluskiego władcy Senzangakhona. W początkowym okresie rządów swojego przyrodniego brata Czaki, w latach 1816-1823 brał aktywny udział w podejmowanych przez niego wyprawach wojennych. W 1828 roku Czaka został obalony i zamordowany przez innego swojego przyrodniego brata Dingane, który przejął władzę. W 1838 roku Mpande dowodził siłami zuluskimi w czasie walk z Burami pod Port Natal, odnosząc zwycięstwo i niszcząc osadę. Spowodowało to jednak krwawy odwet Burów, którzy zadali klęskę Zulusom w bitwie nad Krwawą Rzeką. W tej sytuacji Dingane postanowił opuścić dotychczasowe ziemie Zulusów i przenieść się do Suazi. Mpande odmówił opuszczenia ojczystej ziemi, a wraz z nim pozostało około 17 tysięcy ludzi. Równocześnie podjął rokowania z Burami obiecując opuszczenie Natalu w zamian za zbrojne wsparcie i pomoc w obaleniu Dingane. W styczniu 1840 doszło do bitwy pod Magongo, w której siły Mpande wsparte posiłkami burskimi pokonały armię Dingane. Po przejęciu władzy Mpande odstąpił Burom ziemie położone na południe od rzeki Tugela. Był najdłużej panującym władcą Zulusów. Pod koniec jego rządów doszło do zaciętej walki o sukcesję po ojcu pomiędzy jego synami Mbulazi i Cetshwayo. Kiedy Mpande umierał (rok 1872) przewagę osiągnął Cetshwayo, który ostatecznie objął władzę.